# The Awakening of Helena Richie
The Awakening of Helena Richie er en amerikansk stumfilm fra 1916 af John W. Noble.

## Medvirkende
- Ethel Barrymore som Helena Richie.
- Robert Cummings som Lloyd Pryor.
- Frank Montgomery som Benjamin Wright.
- James A. Furey som Dr. Lavendar.
- Maurice Steuart som David.